# Syzygium hutchinsonii
Syzygium hutchinsonii är en myrtenväxtart som först beskrevs av C.B.Robinson, och fick sitt nu gällande namn av Elmer Drew Merrill. Syzygium hutchinsonii ingår i släktet Syzygium och familjen myrtenväxter.
Artens utbredningsområde är Filippinerna. Inga underarter finns listade i Catalogue of Life.